# Bramenkarafjeszwam
De bramenkarafjeszwam (Valsa ceratophora) is een schimmel behorend tot de Valsaceae.

## Kenmerken
De sporen meten 7-10 x 1,5-2 micron.

## Verspreiding
In Nederland komt de bramenkarafjeszwam zeer zeldzaam voor.